# Верду (Месина)
Верду је насеље у Италији у округу Месина, региону Сицилија.
Према процени из 2011. у насељу је живело 73 становника. Насеље се налази на надморској висини од 539 м.